# Richard Hieb
Richard Hieb (ur. 21 września 1955 w Jamestown) – amerykański astronauta.

## Życiorys
W 1973 ukończył szkołę średnią w Jamestown, a w 1977 studia matematyczne i fizyczne w Northwest Nazarene College. W 1979 uzyskał dyplom z inżynierii kosmicznej na University of Colorado. 4 czerwca 1985 został wyselekcjonowany przez NASA jako kandydat na astronautę, a w lipcu 1986 ukończył wstępne przygotowania. Od 28 kwietnia do 6 maja 1991 jako specjalista misji uczestniczył w misji STS-39 trwającej 8 dni, 7 godzin i 22 minuty; start i lądowanie nastąpiły w Centrum Kosmicznym im. J.F. Kennedy'ego.
Od 8 do 16 maja 1992 brał udział w misji STS-49, spędzając w kosmosie 8 dni, 21 godzin i 17 minut. Start nastąpił z Centrum Kosmicznego im. Kennedy'ego, a lądowanie w Edwards Air Force Base. Podczas tej misji wykonał spacer kosmiczny trwający 8 godzin i 29 minut - najdłuższy spacer kosmiczny w historii (wraz z Thomasem Akersem). Łącznie wykonał trzy spacery kosmiczne (wraz z Pierre Thuotem). Od 8 do 23 lipca 1994 odbywał lot kosmiczny w ramach misji STS-65 trwającej 14 dni, 17 godzin i 55 minut.
Został wyłączony z ekip astronautycznych 3 kwietnia 1995.
Stowarzyszenie Uczestników Lotów Kosmicznych (Association of Space Explorers) przyznało mu Universal Astronaut Insignia za lot orbitalny (nr 247).